# Silvano Bietolini
Silvano Bietolini detto Ragno (Torino, 30 dicembre 1939) è un fantino italiano.
Ragno ha corso il Palio di Siena in sole quattro occasioni, tra il 1974 ed il 1976. Riuscì comunque a vincere in occasione del Palio di Provenzano del 1975, per l'Istrice, montando il cavallo Rimini.

## Presenze al Palio di Siena
| Palio          | Contrada     | Cavallo   | Note   |
| -------------- | ------------ | --------- | ------ |
| 16 agosto 1974 | Pantera      | Rimini    |        |
| 2 luglio 1975  | Istrice      | Rimini    |        |
| 2 luglio 1976  | Valdimontone | Rio Marin | scosso |
| 18 agosto 1976 | Istrice      | Tessera   |        |